# Орља (Пирот)
Орља је насеље Града Пирота у Пиротском округу. Према попису из 2022. има 9 становника (према попису из 2002. било је 75 становника).

## Положај
Орља се налази на 32 км северно од Пирота под самим Орљанским каменом, познатим по биткама у време ослободилачких ратова. Према легенди, која се ослања на стварну ситуацију, село је добило име према орловима који се гнезде непосредно изнад села на Орљанском камену. Према легенди, унутар атара село се померало више пута. Најпре је било у Луковици, па на Трапу, па у Раздолцима и Селишту, односно испод гробља, одакле се постепено померало навише ка Орљанском камену и тако дошло на садашње селиште. Из
луковице су, према легенди, побегли у време ратних метежа и крили се, зависно од врсте опасности, на друга места у атару, a на
садашње селиште су дошли склањајући се што даље од важног турског пута од Осмакове према Сврљигу, Нишу и Крајини.

## Историја
хладних северних ветрова. За време турске владавине насеље је било југоисточно од данашњег, на месту Лукавица. Турци су, из непознатих разлога, запалили и уништили ово насеље, а народ се повукао у збегове. Касније се део породица из збегова одселио у друге крајеве, а мањи део се населио на месту данашње Орље. Село је тада имало само десетак кућа, те су Орљанци позивали људе из других села, дајући им земљу за насељавање. Током времена село се повећало, тако да је имало преко стотине домова и око 600 житеља.
Постоје две легенде о постанку села. Прва је да је село прво било у Луковици, у атару села али се после село померило према северу, испод Орљанског камена, како би било далеко од путева којим пролазе Турци, на којима су злостављали народ и пљачкали село. Када се насеље померило на садашње место, село је добило име Орља.
Овде се налазе Запис миро Митића храст (Орља) и Запис Митића оброк Светог Димитрија (Орља).

## Демографија
У насељу Орља живи 75 пунолетних становника, а просечна старост становништва износи 68,1 година (65,9 код мушкараца и 70,4 код жена). У насељу има 49 домаћинстава, а просечан број чланова по домаћинству је 1,53.
Ово насеље је у потпуности насељено Србима (према попису из 2002. године).
|  |

| Демографија | Демографија | Демографија |
| Година      | Становника  | Становника  |
| ----------- | ----------- | ----------- |
| 1948.       | 663         |             |
| 1953.       | 642         |             |
| 1961.       | 543         |             |
| 1971.       | 451         |             |
| 1981.       | 246         |             |
| 1991.       | 145         | 145         |
| 2002.       | 75          | 76          |

| Етнички састав према попису из 2002.‍ | Етнички састав према попису из 2002.‍ | Етнички састав према попису из 2002.‍ | Етнички састав према попису из 2002.‍ | Етнички састав према попису из 2002.‍ |
| ------------------------------------ | ------------------------------------ | ------------------------------------ | ------------------------------------ | ------------------------------------ |
|                                      |                                      |                                      |                                      |                                      |
| Срби                                 | Срби                                 |                                      | 75                                   | 100,0%                               |
| непознато                            | непознато                            |                                      | 0                                    | 0,0%                                 |

| Година пописа     | 1948. | 1953. | 1961. | 1971. | 1981. | 1991. | 2002. |
| ----------------- | ----- | ----- | ----- | ----- | ----- | ----- | ----- |
| Број домаћинстава | 96    | 100   | 106   | 103   | 84    | 71    | 49    |

| Број чланова      | 1  | 2  | 3 | 4 | 5 | 6 | 7 | 8 | 9 | 10 и више | Просек |
| ----------------- | -- | -- | - | - | - | - | - | - | - | --------- | ------ |
| Број домаћинстава | 27 | 18 | 4 | 0 | 0 | 0 | 0 | 0 | 0 | 0         | 1,53   |

| Пол    | Укупно | Неожењен/Неудата | Ожењен/Удата | Удовац/Удовица | Разведен/Разведена | Непознато |
| ------ | ------ | ---------------- | ------------ | -------------- | ------------------ | --------- |
| Мушки  | 38     | 4                | 21           | 12             | 1                  | 0         |
| Женски | 37     | 2                | 22           | 13             | 0                  | 0         |
| УКУПНО | 75     | 6                | 43           | 25             | 1                  | 0         |

| Пол    | Укупно                    | Пољопривреда, лов и шумарство | Рибарство                            | Вађење руде и камена | Прерађивачка индустрија       |
| ------ | ------------------------- | ----------------------------- | ------------------------------------ | -------------------- | ----------------------------- |
| Мушки  | 14                        | 10                            | 0                                    | 0                    | 2                             |
| Женски | 3                         | 3                             | 0                                    | 0                    | 0                             |
| УКУПНО | 17                        | 13                            | 0                                    | 0                    | 2                             |
| Пол    | Производња и снабдевање   | Грађевинарство                | Трговина                             | Хотели и ресторани   | Саобраћај, складиштење и везе |
| Мушки  | 0                         | 0                             | 0                                    | 0                    | 0                             |
| Женски | 0                         | 0                             | 0                                    | 0                    | 0                             |
| УКУПНО | 0                         | 0                             | 0                                    | 0                    | 0                             |
| Пол    | Финансијско посредовање   | Некретнине                    | Државна управа и одбрана             | Образовање           | Здравствени и социјални рад   |
| Мушки  | 0                         | 0                             | 0                                    | 2                    | 0                             |
| Женски | 0                         | 0                             | 0                                    | 0                    | 0                             |
| УКУПНО | 0                         | 0                             | 0                                    | 2                    | 0                             |
| Пол    | Остале услужне активности | Приватна домаћинства          | Екстериторијалне организације и тела | Непознато            | Непознато                     |
| Мушки  | 0                         | 0                             | 0                                    | 0                    | 0                             |
| Женски | 0                         | 0                             | 0                                    | 0                    | 0                             |
| УКУПНО | 0                         | 0                             | 0                                    | 0                    | 0                             |